# Hornburg (bei Eisleben)
Hornburg (bei Eisleben) este o comună din landul Saxonia-Anhalt, Germania.